# Marie-Antoinette Tonnelat
Marie-Antoinette Tonnelat, née Marie Antoinette Françoise Baudot le 5 mars 1912 à Charolles (Saône-et-Loire) et morte le 3 décembre 1980 dans le 14e arrondissement de Paris, est une physicienne théoricienne française, spécialiste de la théorie de la relativité et de son histoire.

## Études
Née à Charolles en France, elle fait ses études au lycée de Chalon-sur-Saône puis au lycée Louis-le-Grand à Paris. Elle est reçue à l'École centrale Paris (à une époque où cette admission est très rare pour une femme), mais démissionne, et s'inscrit à la Sorbonne. Elle obtient une licence en philosophie et en physique. Elle s'oriente ensuite vers la physique théorique. 
En 1935, elle commence à travailler sous la direction de Louis de Broglie à l'Institut Henri-Poincaré. Elle soutient son doctorat d'État en 1941 sur la théorie du photon dans un espace de Riemann.

## Carrière institutionnelle
En 1943, Marie-Antoinette Tonnelat est chargée du  cours Peccot au Collège de France, où elle donne un exposé d'ensemble de toutes les tentatives faites pour une synthèse du champ gravifique et du champ électromagnétique.
Elle entre au CNRS en 1945, où elle devient directrice de recherches jusqu'en 1956.
En 1947, elle est candidate au "Concours du Prix du Budget" de l'Académie des Sciences morales et politiques dont le sujet est "Quel est le sens exact de l'opposition entre réalisme et idéalisme au point de vue de la conception et de la méthode des sciences ?". Le jury reconnaît les mérites de sa contribution, mais partage le prix entre elle et un autre concurrent, dont le mémoire est pourtant qualifié de "hâtif".
En 1950, elle présente sa candidature au Collège de France sur le thème des travaux d'Albert Einstein et d'Erwin Schrödinger. Bien que considérée comme la plus qualifiée pour ce poste[réf. souhaitée], elle n'est pas élue.
En 1956, elle est nommée professeur titulaire d'une chaire de physique théorique de l'université de Paris. Elle assiste Louis de Broglie et, en 1972, remplace ce dernier en tant que directrice du centre de physique théorique de l'université.
En parallèle de sa carrière scientifique, elle s'est aussi toujours intéressée à l'histoire des sciences. À partir de 1949, elle enseigne à l'Institut d'histoire et de philosophie des sciences et des techniques de La Sorbonne un cours libre sur l'histoire des théories physiques. 
En 1970, elle reçoit le prix Henri-Poincaré de l'Académie des sciences. Elle se voit confier la direction de travaux, aussi bien en physique théorique qu'en histoire des théories physiques.
Elle est membre de l'Académie internationale des sciences de Saint-Marin.

## Travaux de recherche
Les différents aspects de ses travaux de recherche portent sur la théorie de la relativité. 
Ses travaux de recherche en physique théorique portent d'abord sur l'électromagnétisme non linéaire (interaction photon- photon). Elle s'éloigne progressivement des théories quantiques, en s'intéressant à la théorie du graviton et ses interactions avec la matière. Elle s'intéresse ensuite à la théorie de la relativité. Plus précisément, elle travaille sur les théories d'unification des principes de relativité et des lois de l'électromagnétisme. Elle travaille aussi sur les différentes vérifications expérimentales de la théorie de la relativité générale . 
Dans le cadre de ces travaux, elle entretient une correspondance avec Albert Einstein entre 1950 et 1955. Il l'invite à Princeton quelques semaines avant de mourir. En 1956, elle part travailler à Dublin, avec Erwin Schrödinger, sur la théorie du champ unifié d'Einstein-Schrödinger. Elle rentre à Paris et met en évidence les solutions des équations de cette théorie.   

## Distinctions
- Prix Pierson-Perrin de l'Académie des sciences, 1945.
- Prix Henri-Poincaré de l'Académie des sciences, 1970.

## Publications

### Ouvrages
- Sur la théorie du photon dans un espace de Riemann, Paris, Masson, 1940.
- Une nouvelle forme de théorie unitaire, étude de la particule de spin 2, Paris, Masson, 1942.
- Le méson : aspects théoriques et expérimentaux, avec Louis de Broglie, Louis Leprince-Ringuet et Robert Richard-Foy, Paris, Revue d'optique théorique et instrumentale, 1945.
- Le but et la méthode des théories unitaires, Les Houches (Haute-Savoie), Université de Grenoble, 1954.
- La Théorie du champ unifié d'Einstein et quelques-uns de ses développements, préface d'André Lichnerowicz, Paris, Gauthier-Villars, 1955.
- L'Évolution des idées sur la nature des couleurs, Paris, Palais de la découverte, 1956.
- Les Principes de la théorie électromagnétique et de la relativité, Paris, Masson, 1959.
- Formulaire de mathématiques Fascicule 4 : Algèbre et analyse tensorielle, avec Stamatia Mavnidès, Maurice Fréchet, Olivier Costa de Beauregard et Gérard Pétiau, Paris, CNRS, 1959.
- Problèmes actuels en théorie de la relativité, avec Louis de Broglie, Olivier Costa de Beauregard, René Dupeyrat et Bernard Decaux, Paris, Revue d'optique théorique et instrumentale, 1959.
- Les théories relativistes de la gravitation, avec André Lichnerowicz, Paris, CNRS, 1962.
- Les Vérifications expérimentales de la relativité générale, Paris, Masson, 1964.
- Les Théories unitaires de l'électromagnétisme et de la gravitation, Paris, Gauthier-Villars, 1965.
- The principles of electromagnetic theory and of relativity, New York, Gordon and Breach, 1966.
- Louis de Broglie, choix de textes, bibliographie, illustrations, Paris, Seghers, 1966.
- Fluides et champ gravitationnel en relativité générale, avec André Lichnerowicz, Paris, CNRS, 1969.
- Histoire du principe de relativité, Paris, Flammarion, 1971.
- Einstein's theory of unified fields, préface d'André Lichnerowicz, traduit par Richard Akerib, New York, Gordon and Breach, 1982.
- Retour à Pasargada, préface de Jorge Amado, Paris, Belfond, 1984.

### Traductions
- Signification de la relativité, par Albert Einstein, traduit de l'anglais avec Maurice Solovine, Paris,  Gauthier-Villars, 1960.
- Réflexions sur l'électrodynamique, l'éther, la géométrie et la relativité, par Albert Einstein, traduit avec Maurice Solovine, Paris, Gauthiers-Villars, 1979.